# サイエンス・フィクション・プラス
『サイエンス・フィクション・プラス』（英: Science-Fiction Plus）は、1953年にアメリカ合衆国で創刊されたサイエンス・フィクション専門誌。

## 概要
1953年3月にヒューゴー・ガーンズバックにより創刊された。当初、低質な紙を使用する既存のSF誌にありがちだったパルプ・マガジンとは一線を画し、彼が以前に創刊した『アメージング・ストーリーズ』よりも上質の紙を使用していたが、発行部数は伸び悩んだ。当初の4号までは月刊だったが、以後は隔月刊になり、休刊に至るまでの最後の2号では費用を節約するために低品質の紙を使用した。

## 時代背景
当時は冷戦の最中で、アメリカとソビエトが宇宙開発や軍備拡張に鎬を削っていた。テレビの放送が開始され、人々は科学技術に対して憧憬の念を抱いていた。同時期に多数のSF雑誌が創刊されたものの、当時、雑誌はラジオやテレビとの競争で苦戦しており、大半は数年で休刊した。同時期に長い歴史のあった『ウィアード・テイルズ』も休刊に至っている。

## 文献
- Hugo Gernsback and the Century of Science Fiction, Gary Westfahl ISBN 9780786430796